# Ornex
Ornex [ɔʁnɛ] est une commune française, située dans le département de l'Ain en région Auvergne-Rhône-Alpes. 

## Géographie

### Localisation
La commune d'Ornex, limitrophe de la Suisse, se trouve dans le pays de Gex, à quelques kilomètres de Genève (Suisse).

### Hydrographie

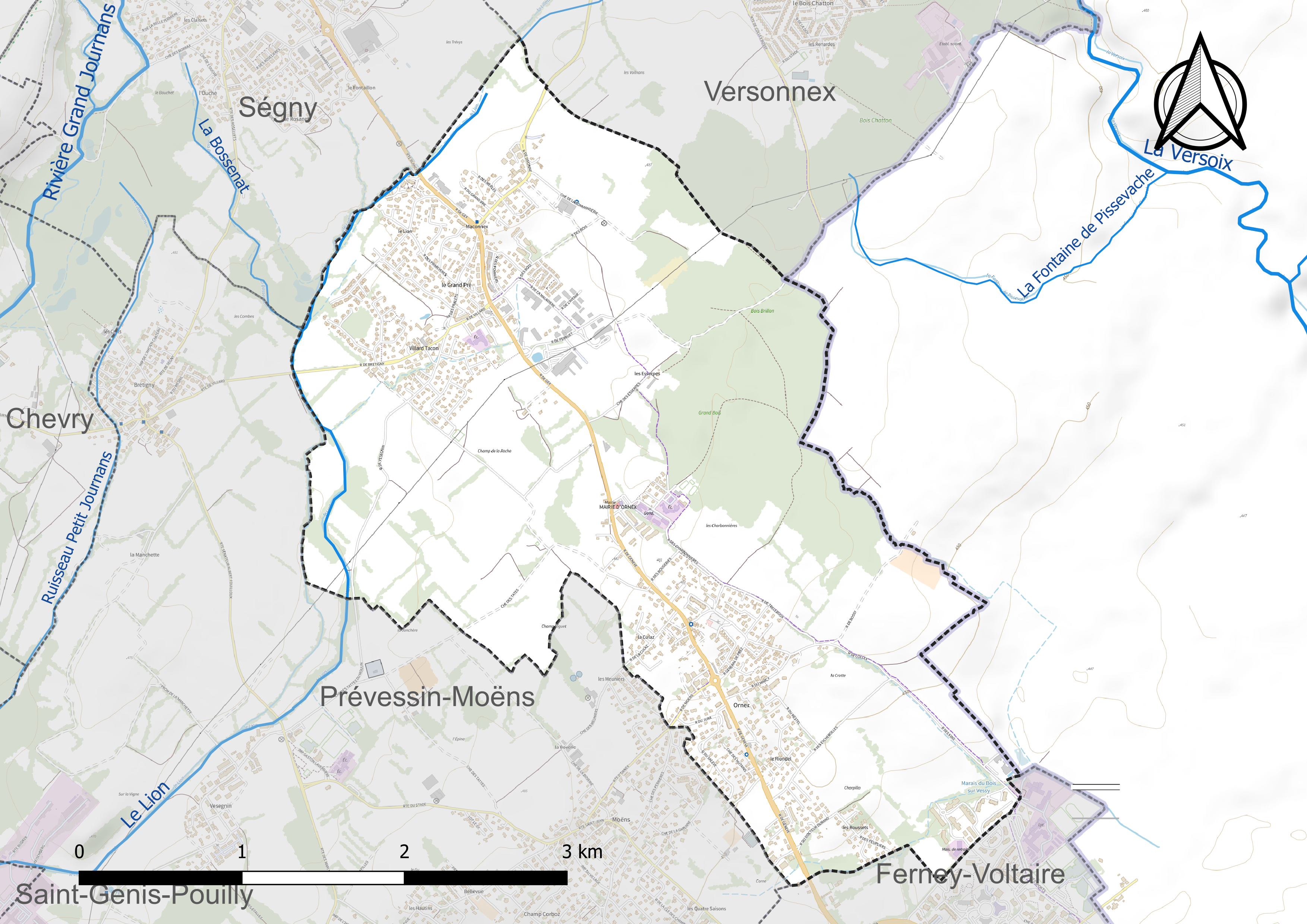
Carfte hydrographique de la commune.

Le nord du territoire communal est drainé par le Lion, un affluent gauche de l'Allondon, et donc un sous-affluent du Rhône.

### Climat
Pour des articles plus généraux, voir Climat d'Auvergne-Rhône-Alpes et Climat de l'Ain.
En 2010, le climat de la commune est de type climat de montagne, selon une étude du CNRS s'appuyant sur une série de données couvrant la période 1971-2000. En 2020, Météo-France publie une typologie des climats de la France métropolitaine dans laquelle la commune est exposée à un climat de montagne ou de marges de montagne et est dans la région climatique Jura, caractérisée par une forte pluviométrie en toutes saisons (1 000 à 1 500 mm/an), des hivers rigoureux et un ensoleillement médiocre.
Pour la période 1971-2000, la température annuelle moyenne est de 9,6 °C, avec une amplitude thermique annuelle de 18,1 °C. Le cumul annuel moyen de précipitations est de 1 258 mm, avec 11,3 jours de précipitations en janvier et 9,1 jours en juillet. Pour la période 1991-2020, la température moyenne annuelle observée sur la station météorologique de Météo-France la plus proche, sur la commune de Cessy à 5 km à vol d'oiseau, est de 10,9 °C et le cumul annuel moyen de précipitations est de 1 063,2 mm,. Pour l'avenir, les paramètres climatiques de la commune estimés pour 2050 selon différents scénarios d'émission de gaz à effet de serre sont consultables sur un site dédié publié par Météo-France en novembre 2022.

## Urbanisme

### Typologie
Au 1er janvier 2024, Ornex est catégorisée ceinture urbaine, selon la nouvelle grille communale de densité à 7 niveaux définie par l'Insee en 2022.
Elle appartient à l'unité urbaine de Genève (SUI)-Annemasse (partie française), une agglomération internationale dont elle est une commune de la banlieue,. Par ailleurs la commune fait partie de l'aire d'attraction de Genève - Annemasse (partie française), dont elle est une commune de la couronne,. Cette aire, qui regroupe 158 communes, est catégorisée dans les aires de 700 000 habitants ou plus (hors Paris),.

### Occupation des sols

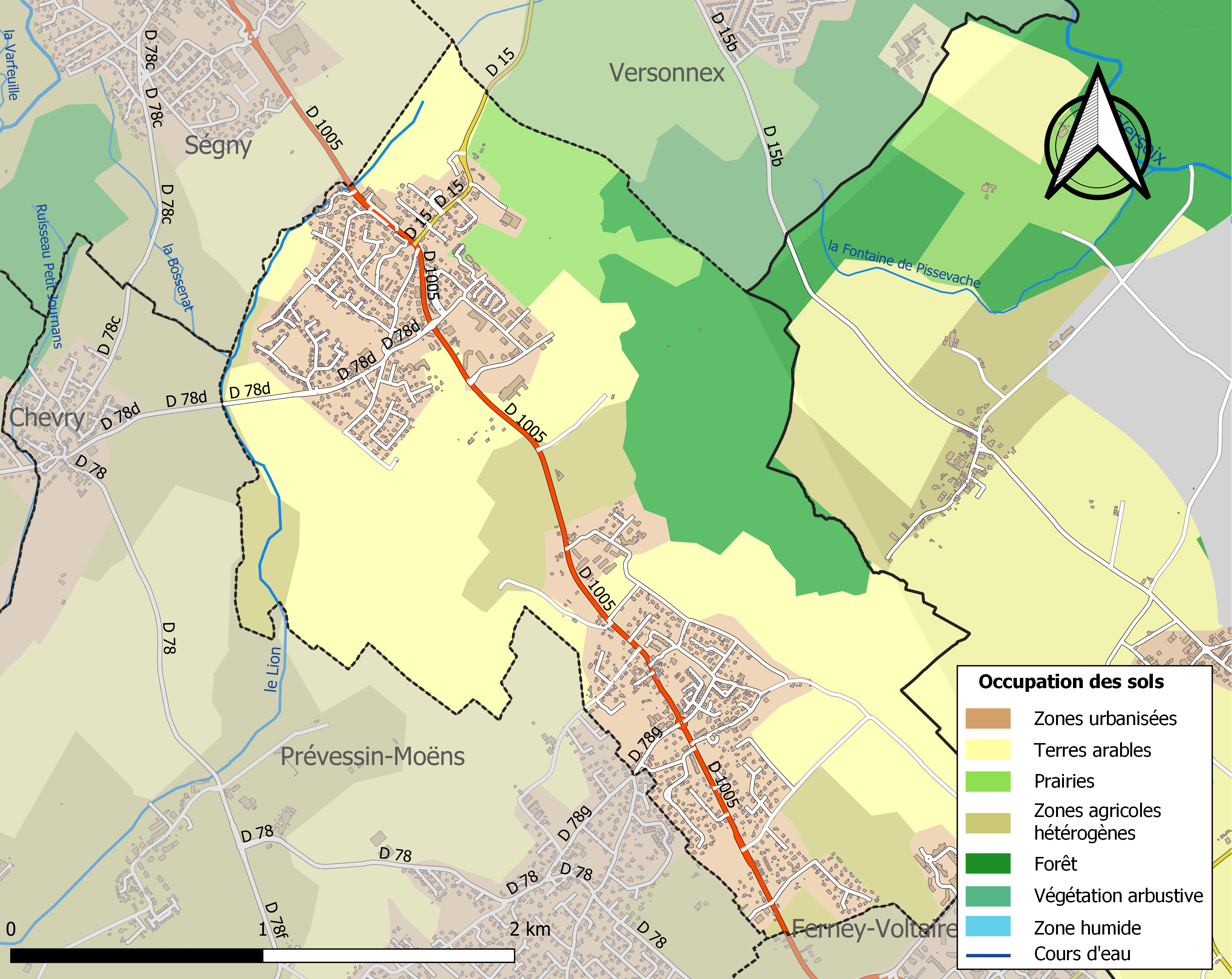
Carte des infrastructures et de l'occupation des sols de la commune en 2018 (CLC).

L'occupation des sols de la commune, telle qu'elle ressort de la base de données européenne d’occupation biophysique des sols Corine Land Cover (CLC), est marquée par l'importance des territoires agricoles (55,2 % en 2018), en diminution par rapport à 1990 (61,6 %). La répartition détaillée en 2018 est la suivante : 
terres arables (37,9 %), zones urbanisées (31 %), forêts (13,8 %), zones agricoles hétérogènes (11 %), prairies (6 %), cultures permanentes (0,3 %).
L'évolution de l’occupation des sols de la commune et de ses infrastructures peut être observée sur les différentes représentations cartographiques du territoire : la carte de Cassini (XVIIIe siècle), la carte d'état-major (1820-1866) et les cartes ou photos aériennes de l'IGN pour la période actuelle (1950 à aujourd'hui).

#### Morphologie urbaine
Ornex est une commune sans chef-lieu : elle est divisée entre deux hameaux, Maconnex (au nord) et Villars-Tacon (au centre). Depuis les années 1980, un troisième pôle émerge à Vessy, dans la continuité urbaine de Ferney-Voltaire (au sud). De plus, les deux hameaux sont coupés en deux par la RD 1005, qui traverse la commune du nord au sud.

### Habitat et logement
En 2020, le nombre total de logements dans la commune était de 2 197, alors qu'il était de 1 824 en 2015 et de 1 529 en 2010.
Parmi ces logements, 87,1 % étaient des résidences principales, 5,9 % des résidences secondaires et 7 % des logements vacants. Ces logements étaient pour 47,2 % d'entre eux des maisons individuelles et pour 52,4 % des appartements.
Le tableau ci-dessous présente la typologie des logements à Ornex en 2020 en comparaison avec celle de l'Ain et de la France entière. Une caractéristique marquante du parc de logements est ainsi une proportion de résidences secondaires et logements occasionnels (5,9 %) supérieure à celle du département (5,5 %) mais inférieure à celle de la France entière (9,7 %). Concernant le statut d'occupation de ces logements, 56,2 % des habitants de la commune sont propriétaires de leur logement (56 % en 2015), contre 62,4 % pour l'Ain et 57,5 pour la France entière.
| Typologie                                               | Ornex | Ain  | France entière |
| ------------------------------------------------------- | ----- | ---- | -------------- |
| Résidences principales (en %)                           | 87,1  | 86,3 | 82,1           |
| Résidences secondaires et logements occasionnels (en %) | 5,9   | 5,5  | 9,7            |
| Logements vacants (en %)                                | 7     | 8,2  | 8,2            |

### Voies de communication et transports

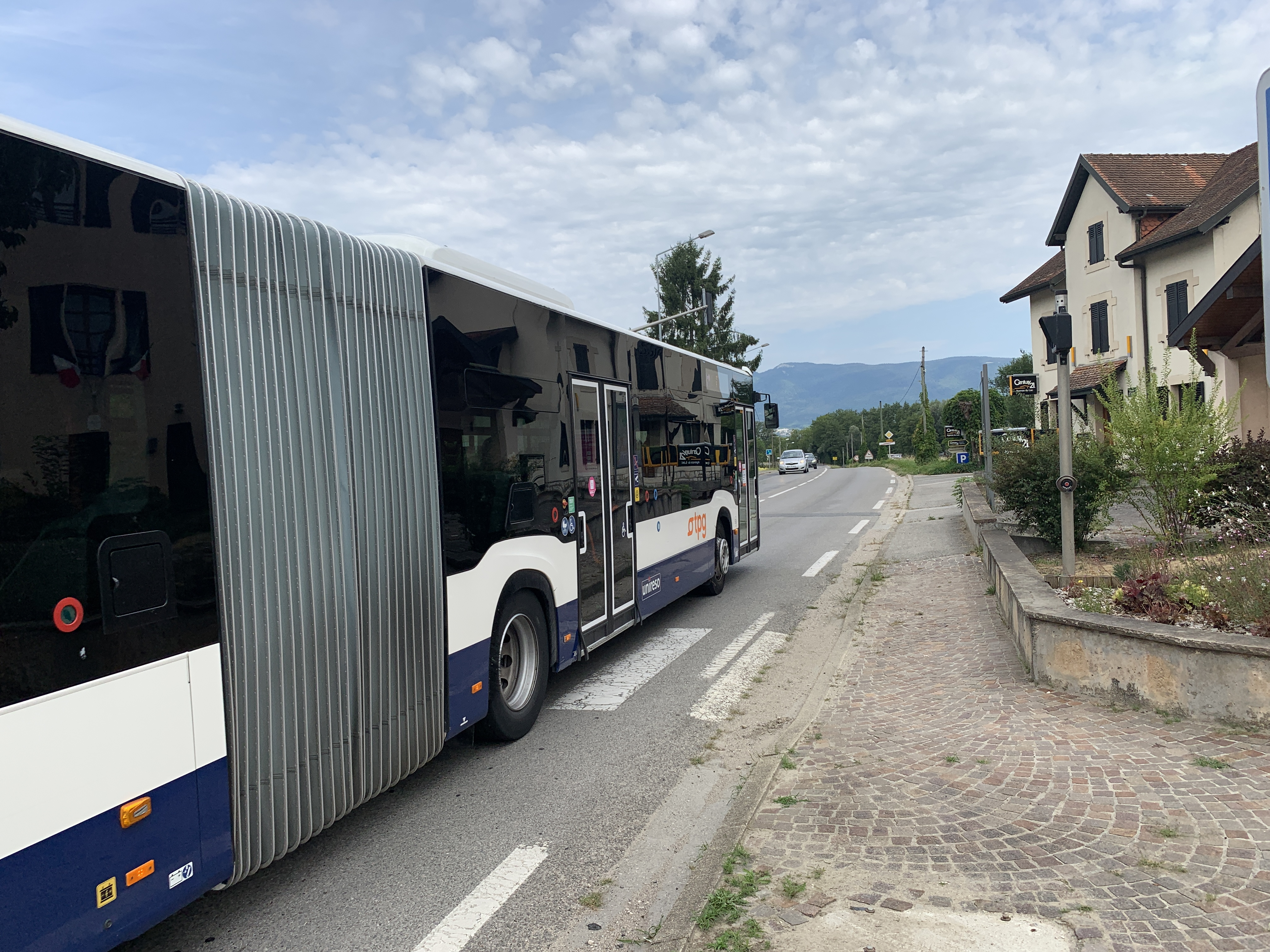
BHNS des TPG, rue de Gex en 2020.

La route départementale 1005 (anciennement RN 5) traverse Ornex du nord au sud. La commune est aussi desservie par la ligne de bus 60 des Transports publics genevois (TPG).
La commune est desservie par la  ligne F  de bus à haut niveau de service (BHNS)  du réseau des Transports publics genevois,. Un système de transport à la demande organisé par l'intercommunalité permet de relier le hameau de Maconnex  à Divonne-les-Bains
Ornex bénéficie d'une piste cyclable allant du lycée international de Ferney-Voltaire, jusqu'aux Arcades d'Ornex, une zone avec des commerces de proximité[réf. nécessaire].

## Toponymie
Le nom de la localité dérive probablement d´un nom de domaine gallo-romain Orniacum, dérivé avec le suffixe -acum du latin ornus, « orne, frêne ». Il pourrait également dériver de l'ancien français orne, « sillon », patois orna, latin orda, « bande de terre ou rangée de ceps ».

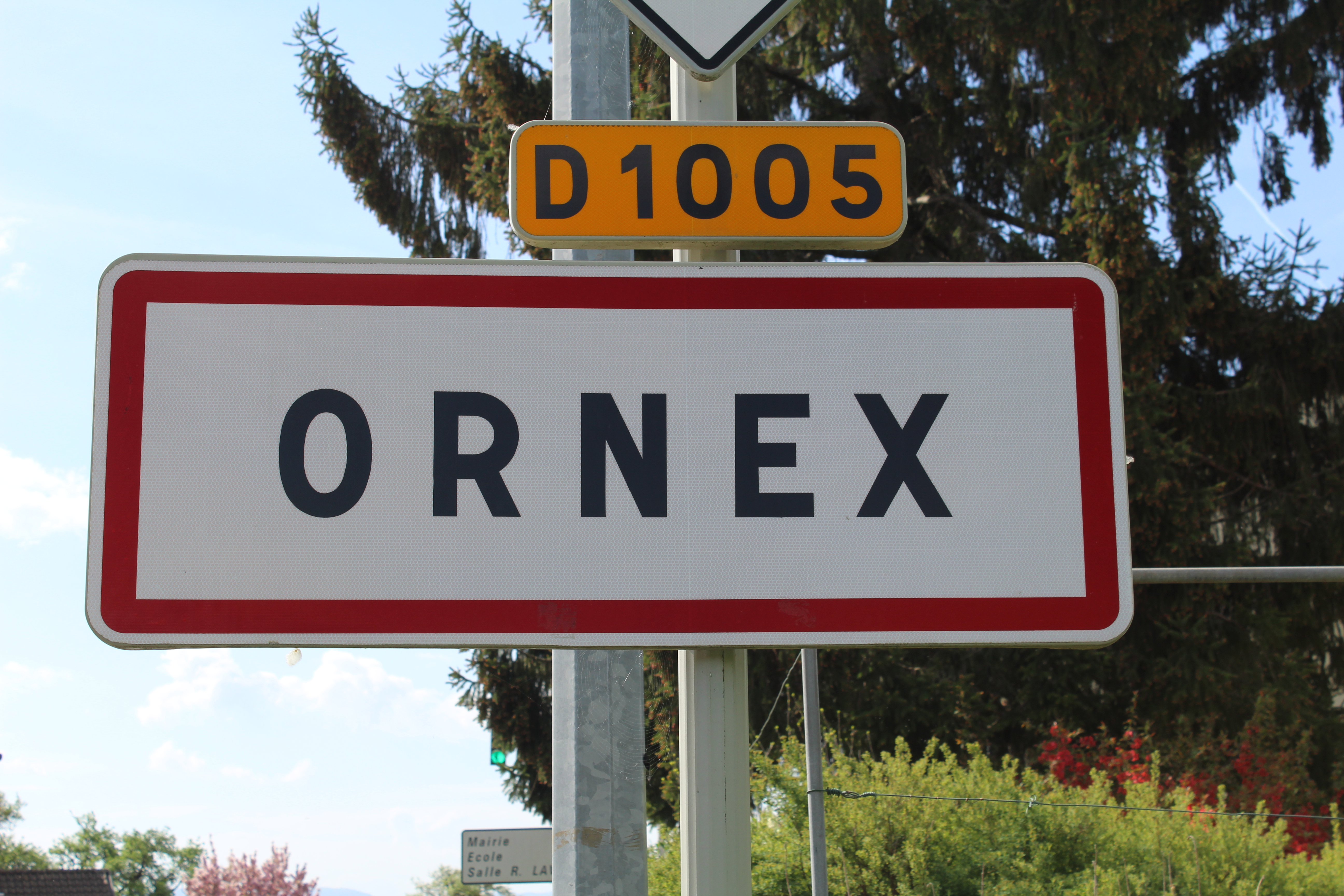

## Histoire
L'histoire d'Ornex s'inscrit dans celle du pays de Gex.

## Politique et administration

### Rattachements administratifs et électoraux

#### Rattachements administratifs
La commune se trouve depuis 1933 dans l'arrondissement de Gex du département de l'Ain.
Elle faisait partie depuis 1814 du canton de Ferney-Voltaire. Dans le cadre du redécoupage cantonal de 2014 en France, cette circonscription administrative territoriale a disparu, et le canton n'est plus qu'une circonscription électorale.

#### Rattachements électoraux
Pour les élections départementales, la commune fait partie depuis 2014 du canton de Saint-Genis-Pouilly.
Pour l'élection des députés, elle fait partie depuis le dernier découpage électoral de 2010 de la troisième circonscription de l'Ain.

### Intercommunalité
Ornex est membre du Pays de Gex Agglo, une communauté d'agglomération créée en 2019 par transformation de la communauté de communes du Pays de Gex, un établissement public de coopération intercommunale (EPCI) à fiscalité propre qui avait été lui-même créé en 1996 et auquel la commune avait transféré un certain nombre de ses compétences, dans les conditions déterminées par le code général des collectivités territoriales.

### Tendances politiques et résultats
Lors du premier tour des élections municipales de 2014 dans l'Ain, la liste DVD menée par Jean-François Obez obtient la majorité absolue des suffrages exprimés, avec 455 voix (51,82 %, 21 conseillers municipaux élus dont 2 communautaires), devançant  de 34 voix celle EELV menée par le maire sortant Jacques Mercier, qui a recueilli 423 voix (48,17 %, 6 conseillers municipaux élus dont 1 communautaire).
Lors de ce scrutin, 47,46 % des électeurs se sont abstenus.
Lors du premier tour des élections municipales de 2020 dans l'Ain, la liste DVD menée par le maire sortant Jean-François Obez obtient la majorité absolue des suffrages exprimés, avec 430 voix (54,29 %, 21 conseillers municipaux élus dont 2 communautaires), devançant largement celle DVC menée par Ghizlane Masrari, qui a recueilli 362 voix  (45,70 %, 6 conseillers municipaux élus).
Lors de ce scrutin marqué par la Pandémie de Covid-19 en France, 58,03 % des électeurs se sont abstenus.

### Liste des maires
Liste de l'ensemble des maires qui se sont succédé à la mairie de la commune :
| Période                                  | Période                       | Identité             | Étiquette | Qualité                                                                               |
| ---------------------------------------- | ----------------------------- | -------------------- | --------- | ------------------------------------------------------------------------------------- |
| Les données manquantes sont à compléter. |                               |                      |           |                                                                                       |
|                                          | 1982                          | René Lavergne        |           |                                                                                       |
| 1982                                     | mars 1995                     | André Biolay         |           |                                                                                       |
| juin 1995                                | 1998                          | Gabriel Vital-Durand |           |                                                                                       |
| 1998                                     | mars 2001                     | Danielle Truffaz     |           |                                                                                       |
| mars 2001                                | mars 2008                     | Frédérique Giriat    |           |                                                                                       |
| mars 2008                                | mars 2014                     | Jacques Mercier      | EELV      | Conseiller régional                                                                   |
| mars 2014                                | juin 2023                     | Jean-François Obez   | DVD       | Ingénieur retraité Vice-président de Pays de Gex Agglo (2014 → 2023) Mort en fonction |
| juillet 2023                             | En cours (au 18 février 2024) | Olivier Guichard     |           | Cadre de la fonction publique territoriale                                            |

### Instances de démocratie participative
La commune s'est dotée d'un Conseil municipal des jeunes et d'un budget participatif ,.

## Équipements et services publics

### Eau et déchets
Une ressourcerie communautaire a été créée à Ornex en 2021.

### Enseignement
La commune possède deux écoles communales, l'école des Bois et l'école de Villard inaugurée en 2014. À partir de la rentrée 2024-2025, la commune accueillera un collège, actuellement en construction.
En 2023, le projet de construction d'un collège et d'un gymnase est annoncé.

### Santé et solidarité
Une micro-crèche s'est implantée à Ornex en 2023

### Justice, sécurité, secours et défense
La commune, qui s'est dotée d'un service de police municipale en 2017,  dispose d'un système de vidéosurveillance, étendu en 2024,.

## Population et société
Les habitants sont les Ornésiens et les Ornésiennes.

### Démographie
L'évolution du nombre d'habitants est connue à travers les recensements de la population effectués dans la commune depuis 1793. Pour les communes de moins de 10 000 habitants, une enquête de recensement portant sur toute la population est réalisée tous les cinq ans, les populations de référence des années intermédiaires étant quant à elles estimées par interpolation ou extrapolation. Pour la commune, le premier recensement exhaustif entrant dans le cadre du nouveau dispositif a été réalisé en 2008.

En 2022, la commune comptait 4 903 habitants, en évolution de +11,43 % par rapport à 2016 (Ain : +5,15 %, France hors Mayotte : +2,11 %).
| 1793 | 1800 | 1806 | 1821 | 1831 | 1836 | 1841 | 1846 | 1851 |
| ---- | ---- | ---- | ---- | ---- | ---- | ---- | ---- | ---- |
| 175  | 208  | 274  | 191  | 284  | 319  | 290  | 330  | 315  |

| 1856 | 1861 | 1866 | 1872 | 1876 | 1881 | 1886 | 1891 | 1896 |
| ---- | ---- | ---- | ---- | ---- | ---- | ---- | ---- | ---- |
| 328  | 317  | 275  | 286  | 321  | 333  | 319  | 312  | 316  |

| 1901 | 1906 | 1911 | 1921 | 1926 | 1931 | 1936 | 1946 | 1954 |
| ---- | ---- | ---- | ---- | ---- | ---- | ---- | ---- | ---- |
| 276  | 289  | 267  | 269  | 289  | 293  | 312  | 256  | 257  |

| 1962 | 1968 | 1975  | 1982  | 1990  | 1999  | 2006  | 2008  | 2013  |
| ---- | ---- | ----- | ----- | ----- | ----- | ----- | ----- | ----- |
| 373  | 519  | 1 042 | 1 065 | 2 263 | 2 663 | 3 053 | 3 163 | 4 276 |

| 2018  | 2022  | - | - | - | - | - | - | - |
| ----- | ----- | - | - | - | - | - | - | - |
| 4 419 | 4 903 | - | - | - | - | - | - | - |

## Économie
Comme la plupart des communes du pays de Gex, Ornex  profite de la proximité avec la Suisse. De nombreux habitants sont fonctionnaires internationaux travaillant au siège genevois de l'ONU.
La migration quotidienne des frontaliers se fait aussi vers le CERN à cheval entre France et Suisse. L'anneau d'accélération des particules passe sous le territoire communal.

### Revenus de la population et fiscalité
En 2010, le revenu fiscal médian par ménage était de 39 766 €

## Culture locale et patrimoine

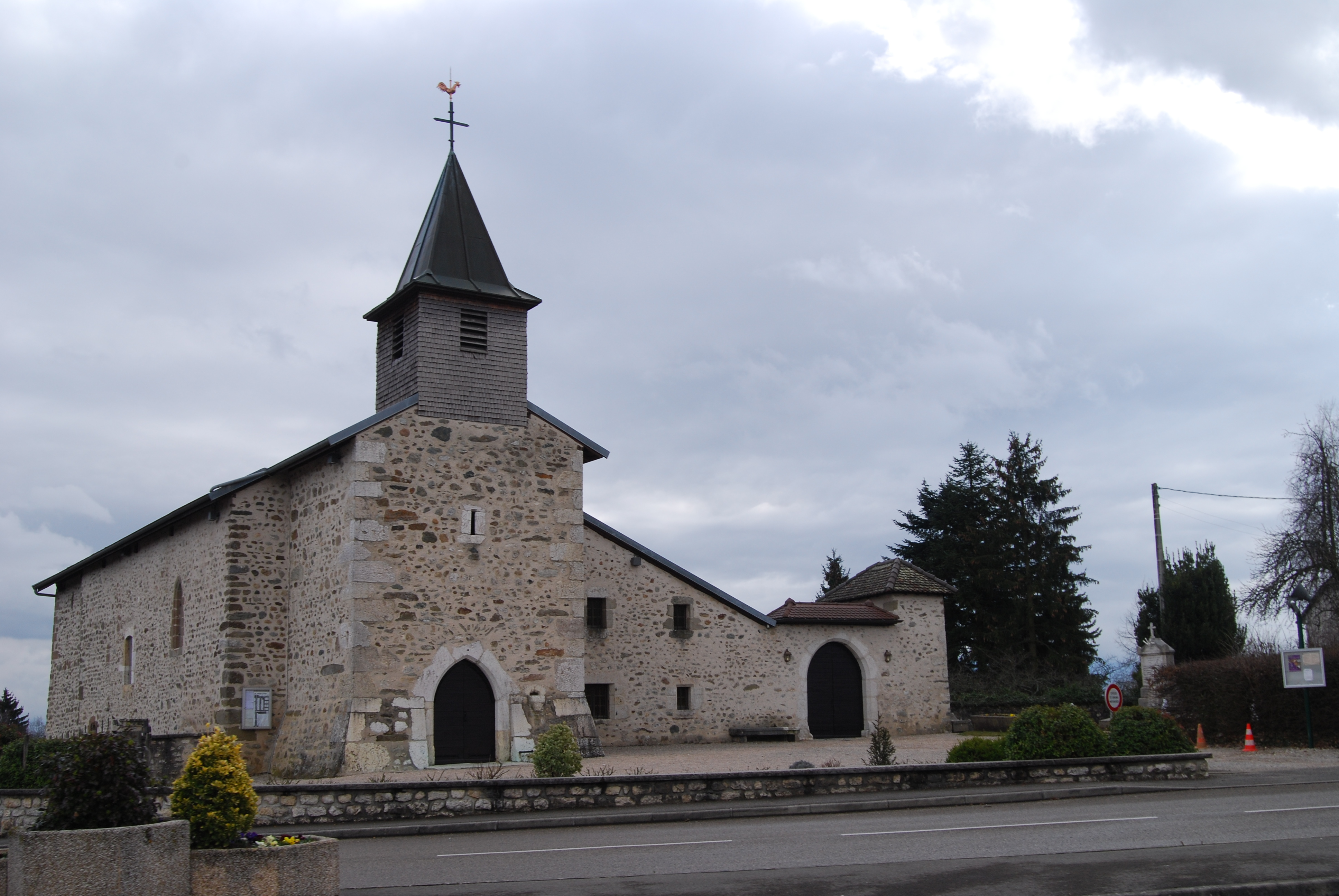
L'église Saint-Brice d'Ornex

### Lieux et monuments
- L'église Saint-Brice, mentionnée dès [1153, et dont le clocher élevé au XVe siècle a été reconstruit entre 1816 et 1818[44] ; dans la nef, des fresques du XVe siècle représentent saint Brice et saint Christophe.

- La maison haute d'Ornex édifiée entre 1415 et 1450, en cours de rénovation dans les années 2010 par ses propriétaires[45].

- Circuit de randonnée des bornes frontières[46]

### Personnalités liées à la commune

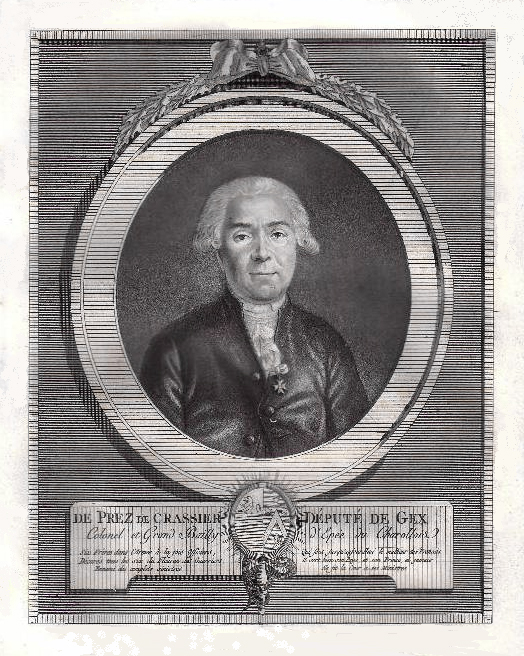
Le général Jean Étienne Philibert de Prez de Crassier.

- Jean Étienne Philibert de Prez de Crassier (1733-1803), militaire français devenu député de la noblesse de l'Assemblée constituante de 1789 puis général de l'Armée révolutionnaire française, ami de Voltaire, y est mort et repose dans le cimetière communal[47] ; la rue Général-de-Prez porte son nom.

### Héraldique
| Blason de Ornex | Blason  | Parti : au premier de gueules à la croix pattée d'argent, au second d'azur à la Vierge à l'Enfant assise d'argent, le tout auréolé d'or. |
| Blason de Ornex | Détails | |

## Pour approfondir